# Lipnoreservoaren
Lipnoreservoaren (tjeckiska: Údolní nádrž Lipno) är en reservoar i Tjeckien. Den ligger i den sydvästra delen av landet, 160 km söder om huvudstaden Prag. Arean är 44 kvadratkilometer. Den sträcker sig 19,4 kilometer i nord-sydlig riktning, och 21,8 kilometer i öst-västlig riktning.
Följande samhällen ligger vid Lipnoreservoaren:
- Horní Planá
- Loučovice
- Frymburk
- Černá v Pošumaví
- Lipno nad Vltavou
- Přední Výtoň